# Gele Tram

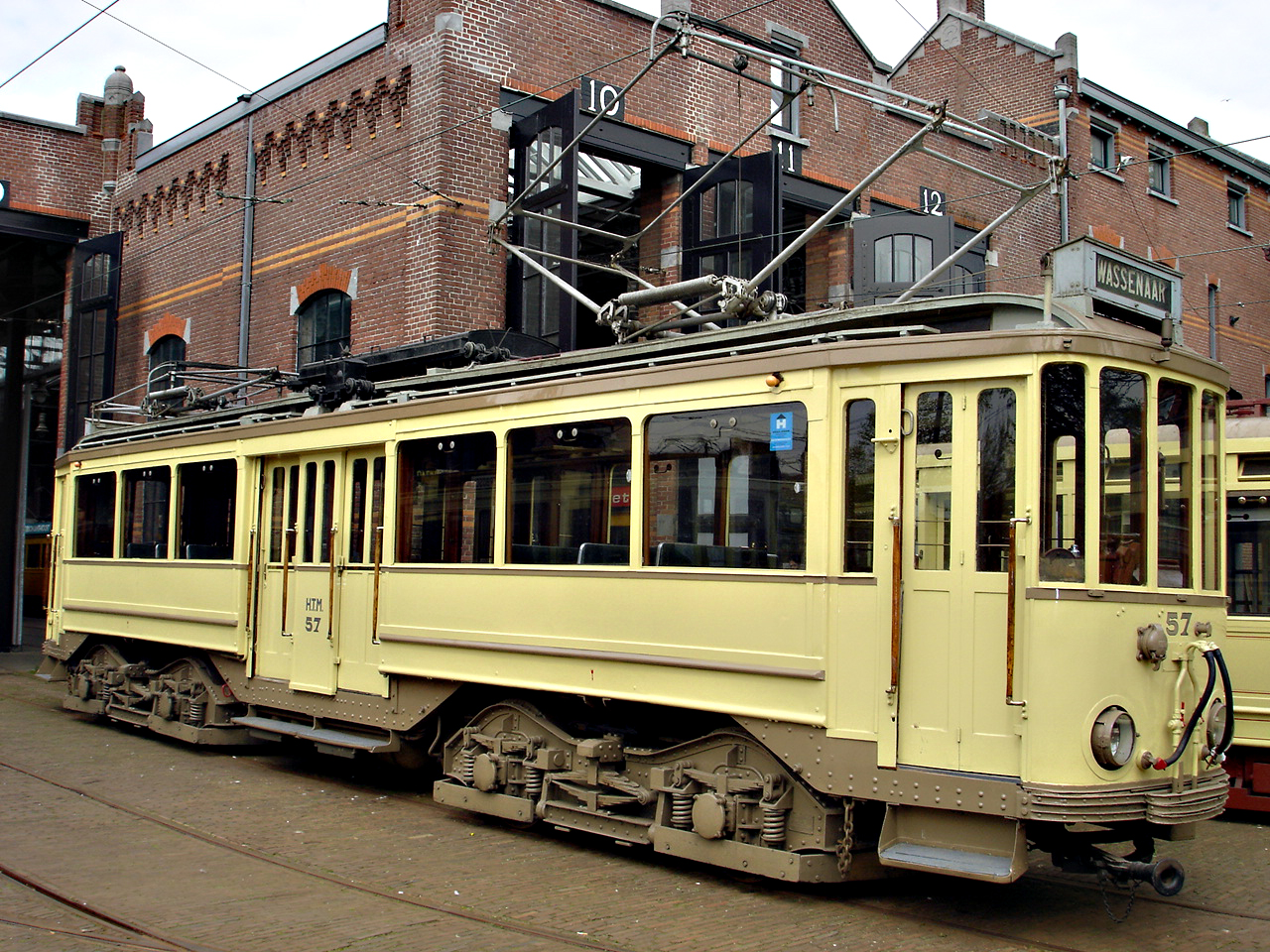
Motorwagen 57 in het Haags Openbaar Vervoer Museum

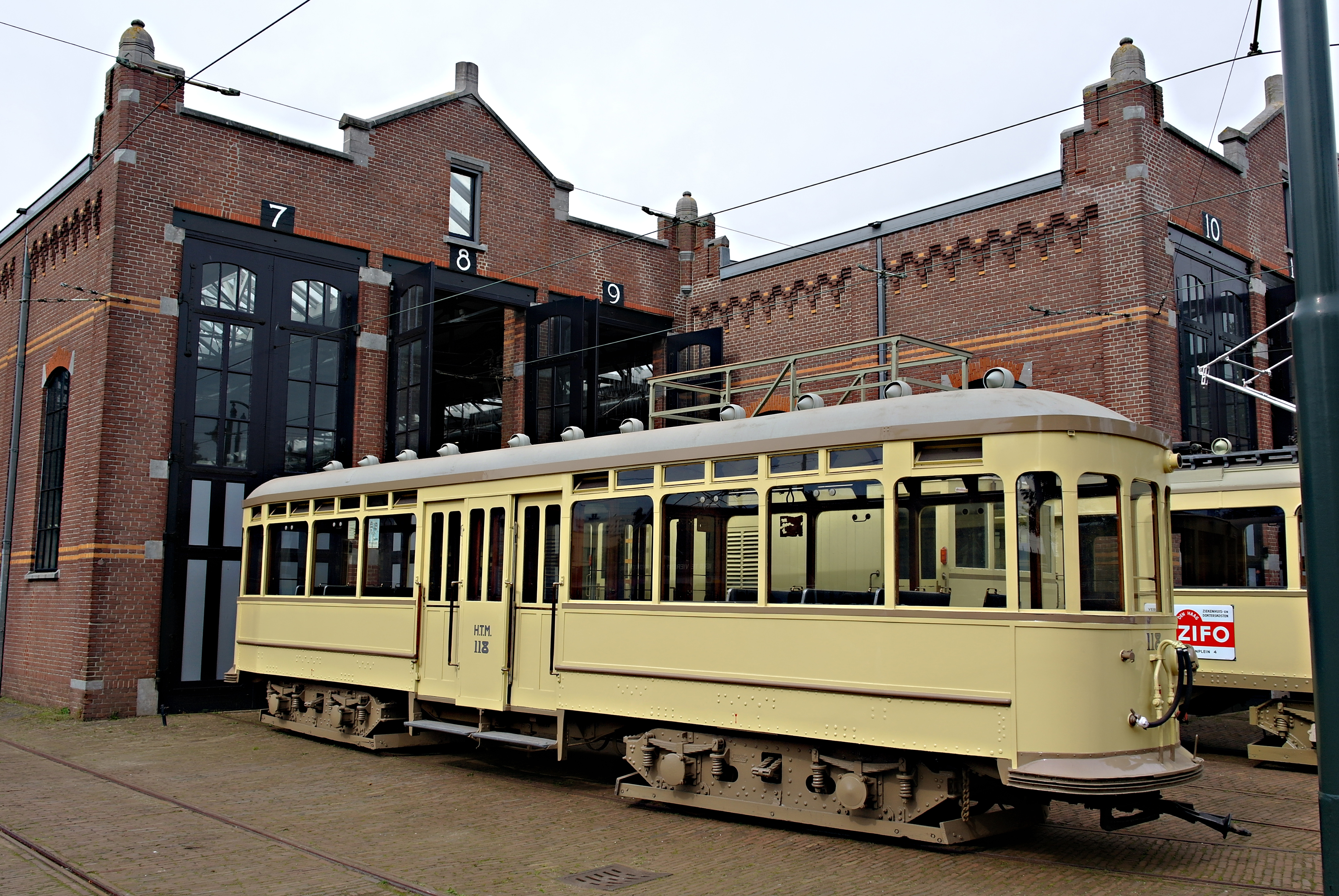
Aanhangwagen 118, een zogenaamde ‘Salonwagen’, was jarenlang een van de boegbeelden van de Gele Tram

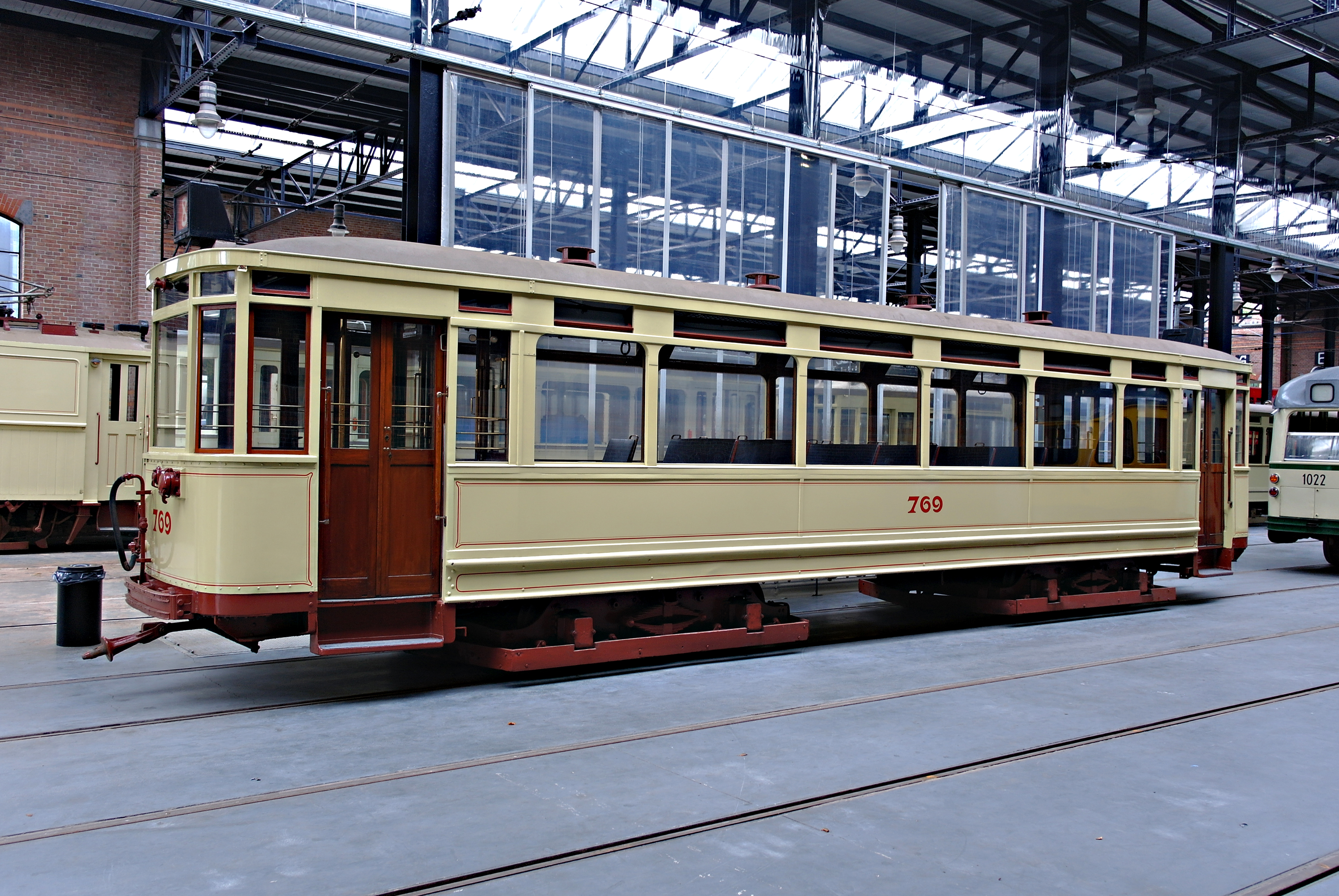
Aanhangwagen 769, gebouwd in 1929, geschikt voor de intercommunale lijnen

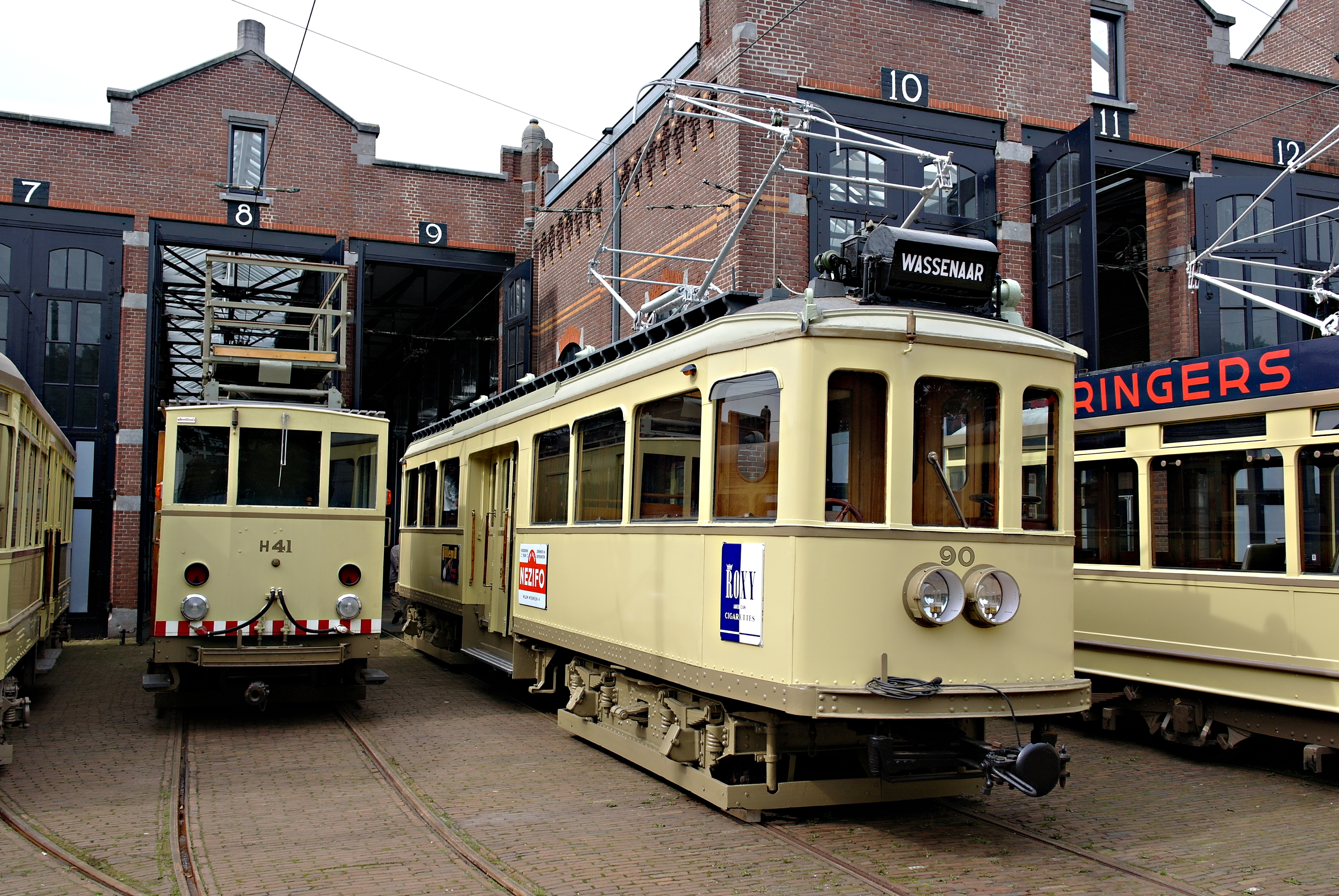
Motorwagen 90 in 2011 als 'Limburger'

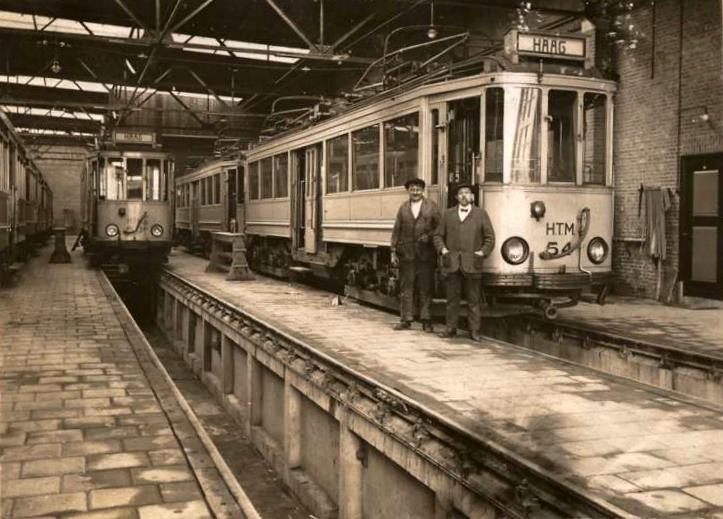
Motorwagen 54 in ca 1924 in afleveringstoestand in remise Maaldrift

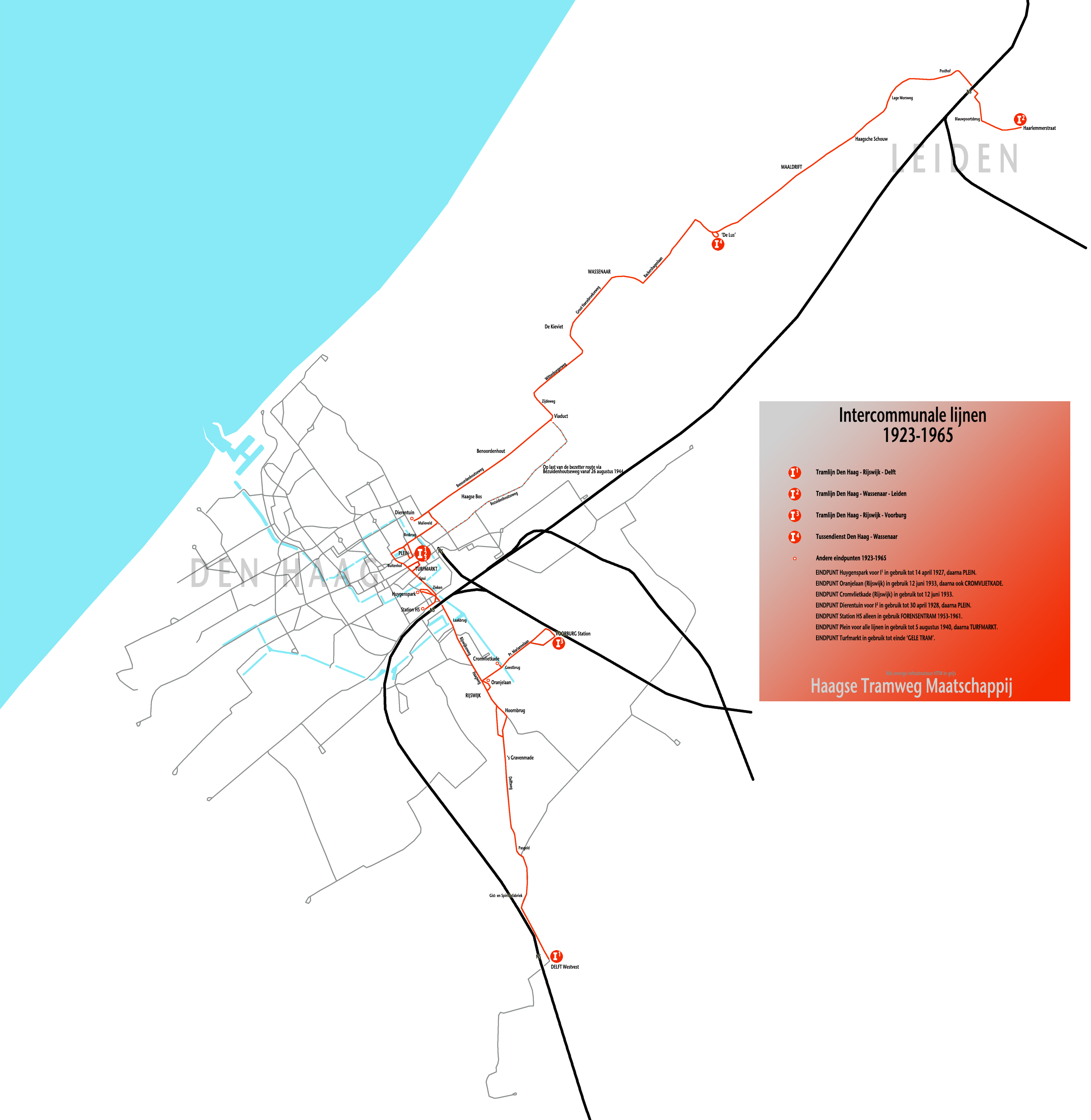
Overzicht van de intercommunale lijnen van de 'Gele Tram' (klik voor vergroting)

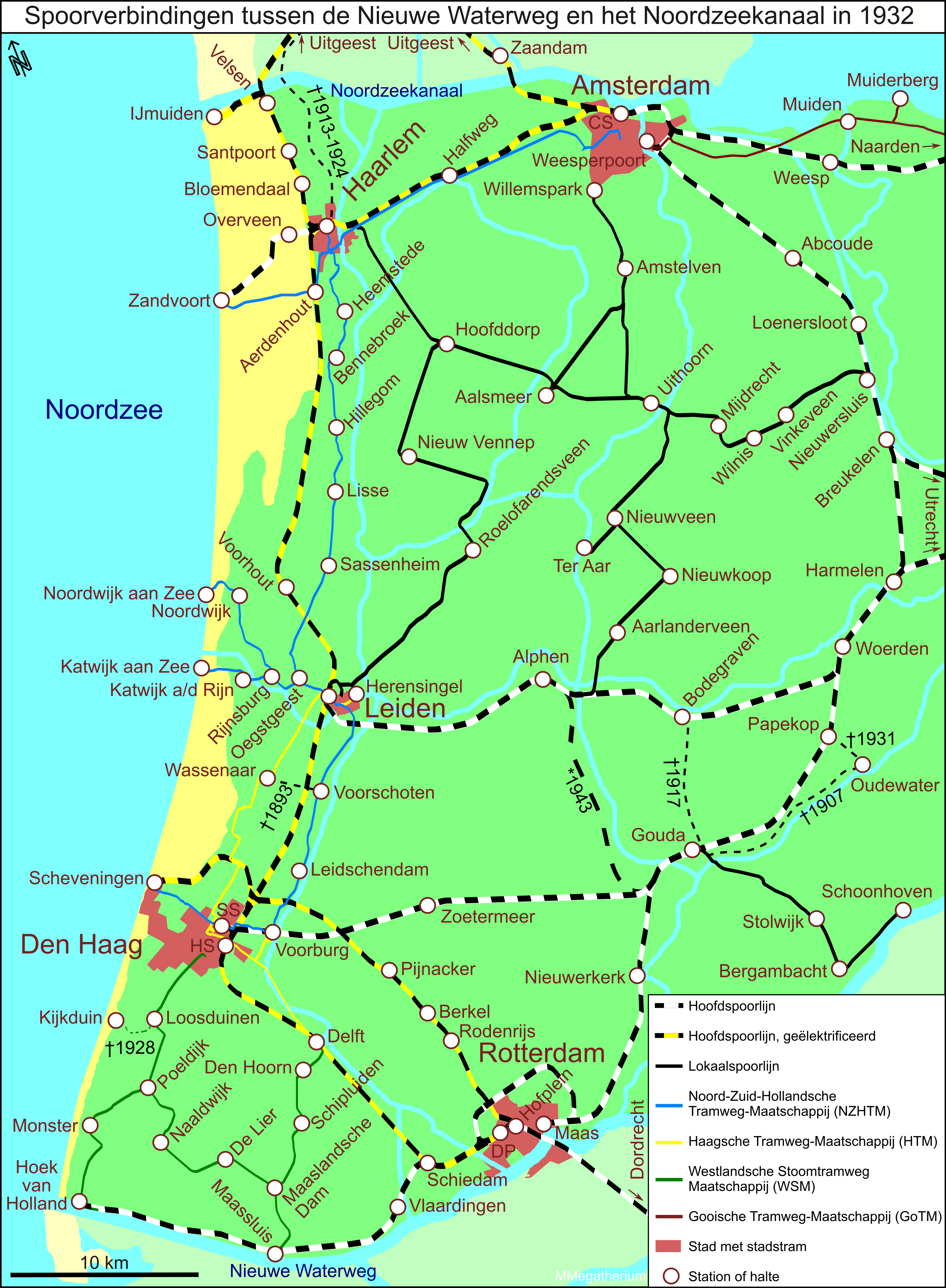
Kaart van het netwerk van de Gele Tram ten opzichte van andere spoorverbindingen.

De Gele Tram was, met name in Leiden, de naam van de Nederlandse interlokale tram die tussen 1925 en 1961 de dienst onderhield van Leiden via Wassenaar naar Den Haag. De lijn werd geëxploiteerd door de Haagsche Tramweg-Maatschappij en vanaf 1927 door de N.V. Gemengd Bedrijf Haagsche Tramweg-Maatschappij, beide bekend als HTM en gevestigd in Den Haag.
De naam Gele Tram diende ter onderscheiding van de Blauwe Tram van de NZHTM (na 1946 NZHVM), die rond Leiden de stadstram en de lijnen naar Den Haag en Scheveningen via Voorschoten, naar Haarlem en naar Katwijk en Noordwijk onderhield.

## Buitenlijnen
De Haagse tram had naast het stadstramnet een drietal "buitenlijnen", die de grenzen van de gemeente Den Haag overschreden. Zij hadden geen lijnnummers, maar werden aangeduid met een "I" voor "Intercommunaal ( = interlokaal)".
- Tramlijn I¹: Den Haag – Rijswijk – Delft
- Tramlijn I²: Den Haag – Wassenaar – Leiden
  - met tussendiensten tot Wassenaar (intern aangeduid als I⁴), waaronder "forensentrams" van en naar station Den Haag HS (intern aangeduid als I⁵)
- Tramlijn I³: Den Haag – Rijswijk – Voorburg

De lijnnummers I¹, I² en I³ stonden aangegeven op de halten, de lijnkaarten in de trams en de netplattegronden, maar niet op de trams.

### Delft
De lijn naar Delft was in 1866 geopend als paardentramlijn, werd in 1887 gemoderniseerd door middel van stoomtractie en werd als lijn I¹ in 1923 geëlektrificeerd met 1200 volt gelijkspanning. Dit 1200-voltsysteem gold voor alle buitenlijnen en was door het Rijk voorgeschreven. Het stadssysteem had 600 volt. De scheiding lag bij deze lijn bij de Hoornbrug en werd later verplaatst naar de Laakbrug. Voor de passagiers was de overgang merkbaar aan de verandering in lichtsterkte van de interieurverlichting.
Aanvankelijk werd gereden met de tweeassige motorwagens van de serie 1-6 (fluitketels), die niet verder reden dan tot aan de keerlus Haagweg-Oranjelaan-Princesselaan-Haagweg. Nadat het traject langs de Delftweg was geëlektrificeerd en ook het traject in Delft vanaf het Oude Delft naar eerst tot aan de Haagpoort en later via de route Westvest-Phoenixstraat-Rotterdammerpoort was verlegd, werd met nieuw aangeschafte vierassige motorwagens van de serie 51-80 gereden.
Voor stalling, onderhoud en reparaties werd aan de Delftweg tramremise 's-Gravenmade gebouwd, waar ook de "Limburgers" van de lijn I³ hun onderdak kregen. Heden ten dage is er nog altijd een keerdriehoek.
Omdat de oude Hoornbrug op dit traject lag en die meer geopend dan dicht was (scheepvaartverkeer heeft voorrang op wegverkeer), werd besloten een extra traject aan te leggen tussen de Hoornbrug, via de Huis te Hoornkade en via de Schutbrug bij de tramremise 's-Gravenmade. Het geheel werd via een ingewikkeld en duur seinsysteem bediend. In de 31 armaturen zaten in totaal maar liefst 582 gloeilampen. En er waren telefoonverbindingen.   
Met de komst van een nieuwe, hogere Hoornbrug, die in 1944 werd opgeleverd, werd dit systeem overbodig en verviel het extra traject; dat gebeurde echter pas in 1947.
In de vroege jaren zestig werden onderhandelingen geopend om lijn I¹ om te zetten in een autobuslijn van de WSM. Dit werd echter op advies van de Duitse verkeerskundige Lehner niet doorgezet. In plaats daarvan werd besloten de tramlijn te moderniseren. In januari 1965 werd lijn I¹ omgeschakeld op 600 volt gelijkspanning en vernummerd tot lijn 37. Dit lijnnummer werd wel op de trams getoond. Het oude materieel werd vervangen door PCC-cars en daarom werd een keerdriehoek op de toegangsbrug naar het station Delft aangelegd.
In mei 1966 werd buitenlijn 37 - verder ongewijzigd - vernummerd tot lijn 1. In 1983 werd de lijn geïntegreerd in het stadsnet door verlenging naar Scheveningen via de route van lijn 9. In 1994 volgde in Delft verlenging naar de wijk Tanthof in Delft Zuid. Sinds 2001 wordt via station Den Haag HS gereden. De route via station Den Haag Centraal en Madurodam werd in 2003 verlegd via Vredespaleis en Scheveningseweg. Lijn 1, Scheveningen – Delft, is nu met een lengte van circa 20 kilometer een van de langste tramlijnen van Nederland. Van de Gele Tram is sinds 1983 geen sprake meer. Toen gingen er rood-beige gelede trams op lijn 1 rijden. Niet alleen wordt deze kleur niet meer toegepast, maar bovendien is de lijn meer te beschouwen als een uitloper van het HTM-net dan als een aparte 'buitenlijn'. Maar het is wel de oudste interlokale tramlijn in Nederland.  En de enige van vroeger die nog gewoon in gebruik is. Al is het in moderne vorm.

### Voorburg
De lijn naar Voorburg Station was een zijtak van de Delftse lijn. Aanvankelijk was dit een lokaaldienst van de stoomtram naar Delft op het trajectgedeelte tussen Den Haag en Rijswijk. Na elektrificatie kreeg deze lijn het lijnnummer I³. De lijn werd tussen 1931 en 1934 in een aantal stappen verlengd naar Voorburg Station. In 1963 werd de lijn vernummerd in lijn 36. Ook hier verdween het oude interlokale trammaterieel en ging de PCC-car rijden. In 1966 werd deze lijn door combinatie met lijn 10 als nieuwe lijn 10 opgenomen in het Haagse stadstramnet. Van december 2003 tot december 2011 werd het traject Rijswijk – Voorburg Station alleen nog in de spitsuren bereden. Als gevolg van bezuinigingen is de verbinding Rijswijk – Voorburg vanaf 9 december 2011 na 78 jaar opgeheven. De rails tussen Rijswijk en Voorburg station blijft echter liggen voor calamiteiten en museumtrams.

### Leiden
De lijn via Wassenaar naar Leiden Haarlemmerstraat werd nieuw aangelegd in 1923-'25 en droeg sterk bij aan de groei en bloei van het forensendorp Wassenaar. Toen in de jaren 1960-'61 de NZH-tramlijnen rond Leiden werden opgeheven omdat de gemeente Leiden en de NS (NS als eigenaar van de NZH) geen trams meer wilden en de gemeente Wassenaar niet wilde bijdragen in de kosten van handhaving, leidde dit ook tot het einde van de HTM-tramlijn naar Leiden. Oorspronkelijk zou de tram op 31 december 1961 voor het laatst rijden maar hij werd al op 9 november 1961 vervangen door een NZH-busdienst, tegelijk met de laatste NZH-tramlijn Den Haag – Voorschoten – Leiden. De verliezen die de HTM op lijn I² leed waren te groot geworden, maar al in 1964 werd in een rapport van de Duitse verkeerskundige Dr. Friedrich Lehner opgemerkt dat de opheffing een vergissing was geweest. Buslijn 43 Den Haag-Wassenaar-Leiden, sinds 1961  geëxploiteerd door achtereenvolgens NZH, ZWN, Connexxion, Veolia, opnieuw Connexxion en ten slotte EBS, volgt tussen Wassenaar (Kerkehout) viaduct en Leiden station grotendeels de route van de Gele Tram en kan als diens opvolger worden gezien. In Wassenaar rijdt bus 43 echter ook door wijken die ver na de opheffing zijn gebouwd.

### Herinneringen
- Het tramstation Turfmarkt te Den Haag behield na 1961 het derde spoor van de Leidse tram voor reserve en calamiteiten totdat het tramstation verdween in 1985. Tramlijn I² was de enige die deze keerlus rechtsom bereed.
- Op de Koekamplaan (voorheen Leidschestraatweg) langs het Malieveld bleven de rails tot maart 1983 liggen. Sinds 1966 waren ze al onbruikbaar. Bij de Bosbrug was de kruising met de blauwe tram van de NZH. Lijn I² had hier diverse wissels om te kunnen keren indien de binnenstad onbereikbaar was. Tot de opheffing van tramlijn 7 in 1966 bleef de bovenleiding aanwezig om deze omleidingsroute te kunnen gebruiken.[3]
- Tussen Waalsdorperlaan (Boshek) en Wassenaar viaduct is de oude trambaan nu fietspad.
- In het ZHESM-viaduct Wassenaar, dat tot 2002 bleef bestaan, waren voor de tram twee gebogen doorgangen gemaakt, die na de opheffing in 1961 geen functie meer hadden. Bijna 40 jaar lag in die bocht de betonnen fundering van een bovenleidingmast. In Wassenaar bleken ruim 50 jaar later zulke funderingen ook nog aanwezig toen de Deijlerweg vernieuwd werd.
- Naast de Zijdeweg is de oude trambaan nog steeds herkenbaar.
- Op delen van de Stoeplaan en Groot Haesebroekse weg te Wassenaar is de voormalige trambaan nog te zien naast de weg, aan de noordkant, deels ruiterpad en grotendeels fietspad.
- De houten abri van halte De Kievit stond in een particuliere tuin in Wassenaar, werd in 1993 overgebracht naar het Haags Openbaar Vervoer Museum en daar gerestaureerd.
- Door de straat "De Lus" in Wassenaar liep de keerlus van de trams uit Den Haag die niet doorreden naar Leiden.
- De remise te Wassenaar is er niet meer, maar de huizen voor HTM-personeel bij de Weijermanstraat zijn nog aanwezig. A.W.E. 'Willem' Weijerman (1871-1957) was destijds HTM-directeur.
- Het fietspad "Oude Trambaan" volgt ten noorden van Wassenaar ongeveer de oude route tot aan de Haagse Schouwbrug. Bij de aanleg van de Rijnlandroute werd het fietspad deels verschoven en verdween de oude trambaan.
- Tussen de tegenwoordige N206 en de Wassenaarseweg te Leiden reed de tram diagonaal zonder bochten door lege polders. In Leiden Bio Science Park is daarvan een klein kort fietspad over dat Trambaan heet, maar wel in een bocht loopt.

## Remises en materieel
Voor het stallen van het materieel van de Gele Tram had de HTM twee remises gebouwd: de remise 's-Gravenmade - even buiten de bebouwde kom van Rijswijk - voor de lijnen I¹ en I³ en de remise Maaldrift - even buiten Wassenaar - voor lijn I². Geen van beide gebouwen is behouden gebleven.
Voor de Haagse buitenlijnen werden in 1923-'25 zes tweeassige (1-6), dertig grote vierassige buitenlijnmotorwagens (51-80, deels gebouwd door WUMAG te Görlitz) en twintig bijpassende vierassige bijwagens ("salonrijtuigen" 101-120) aangeschaft. De serie 1-6 kreeg de bijnaam 'Fluitketels' naar de karakteristiek hoge en hese luchtfluit die deze trams voerden. Bijwagens 751-770 uit de serie 751-780, in 1929 gebouwd door La Brugeoise en feitelijk bedoeld voor lijn 11, waren ook geschikt om dienst te doen op de intercommunale lijnen. Ook zeven vroegere stoomtramrijtuigen (151-157) werden aangepast voor de elektrische dienst, maar verhuisden rond 1930 naar het stadsnet. Dit materieel was geschikt voor de bovenleidingspanning van 1200 volt die gebruikelijk was bij interlokale trams. Bij het rijden op de spanning van de stadstrajecten (600 volt) bestond geen omschakelmogelijkheid, zodat daar op halve kracht gereden werd. De wagenbakken waren relatief smal omdat de route door Delft via de smalle kade van de historische Oude Delft zou moeten lopen. Dit is nooit doorgegaan en achteraf bezien legde de HTM zich voor de omvang en mogelijkheden van het buitenlijnmaterieel dus onnodige beperkingen op.
In 1951 werden van de toen opgeheven Limburgsche Tramweg Maatschappij (LTM) nog tien vierassige motorwagens (81-90), in Limburg eerst 2601-2610 genummerd, later 601-610, uit 1923-31 en twintig bijwagens (121-140) uit 1923 overgenomen. Door de tweedehands aanschaf van deze zogenaamde Limburgers konden de tweeassige motorwagens aan de reizigersdienst worden onttrokken en een aantal bijwagens uit 1929 (serie 750) definitief naar het stadsnet worden verwezen.
Na opheffing van de lijn naar Leiden bleef het oude materieel op de twee overgebleven lijnen rijden tot de vervanging door PCC-cars: in 1963 naar Voorburg en in 1965 naar Delft. Voor die PCC-cars werd de bovenleidingspanning toen gewijzigd in 600 volt.
Van het Haagse buitenlijnmaterieel zijn in Den Haag een motorwagen (57) uit 1923 en een bijwagen (118) uit 1924 bewaard gebleven in de collectie van het Haags Openbaar Vervoer Museum (HOVM). Voorts zijn bewaard: een motorwagen (58) uit 1923 (bij de Electrische Museumtramlijn Amsterdam tot 1993 en daarna in bezit van Stichting de Wassenaarse Tram) en een ex-LTM motorwagen (HTM 90/LTM (2)610) uit 1931 in de collectie van de Zuid-Limburgse Stoomtrein Maatschappij te Simpelveld. In 2011 is deze, terug in Den Haag, door de Tramweg-Stichting weer in de Haagse uitvoering als HTM 90 gebracht. Maar het verblijf in Den Haag was tijdelijk en momenteel is de HTM 90 weer LTM 610 en teruggekeerd naar Simpelveld.
Van september t/m november 2011 werd in het Haags Openbaar Vervoer Museum de tentoonstelling 'Retourtje Leiden' gehouden ter gelegenheid van het 80-jarig bestaan van de NVBS en de opheffing van de tramlijnen tussen Den Haag en Leiden precies een halve eeuw geleden. Zo veel mogelijk van de nog bewaard gebleven museumwagens van de Blauwe Tram en de Gele Tram waren hiertoe bijeen gebracht.